# روان‌پزشکی

یک ام‌آرآی ساده از مغز: امروزه چنین تصور می‌شود که بسیاری از بیماری‌های روانی ریشه در دستگاه عصبی دارند.

روان‌پزشکی (به انگلیسی: Psychiatry)، شاخه‌ای از پزشکی است که به سبب‌شناسی، علامت‌شناسی، طبقه‌بندی و تشخیص، پیشگیری، درمان و پیش‌آگهی اختلالات روانی که عمده علائم آن اختلال در رفتار انسانی است، می‌پردازد و روش درمانی دارویی یا استفاده از تجهیزات گوناگون درمان بیماران روانی می‌پردازد مانند ورزش‌های ضداضطرابی و مفرح از جمله یوگا، مدیتیشن، ریلکسیشن، فیتنس و… انجام میدپامثال این روش‌ها به انواع دیگر نیز انجام می‌گیرد که می‌توان نوروفیدبک، ببرگزاریت. اختلال روانی، سندرمی است که ویژگی بارز آن برهم خوردن قابل توجه بالینی شناخت، تنظیم هیجانی یا رفتاری فرد است و خود بازتابی است از کژکاری فرآیندهای زیستی، روانی یا رشدی که زمینه‌ساز عملکردهای روانی هستند.
اختلالات روانی معمولاً با ناراحتی قابل توجه با نقص کارکرد در فعالیت‌های اجتماعی، شغلی یا سایر فعالیت‌های مهم زندگی فرد همراه هستند. یک واکنش مورد انتظار یا مبتنی بر فرهنگ به یک استرس یا فقدان عادی مانند مرگ عزیزان اختلال روانی محسوب نمی‌شود. رفتارهای غیرمتعارف اجتماعی و تعرضات بین فرد و اجتماع نیز اختلال روانی نیستند؛ مگر اینکه این انحراف یا تعارض ناشی از یک کژکاری در عملکرد روانی فرد باشد.

## تفاوت روان‌پزشک و روان‌شناس

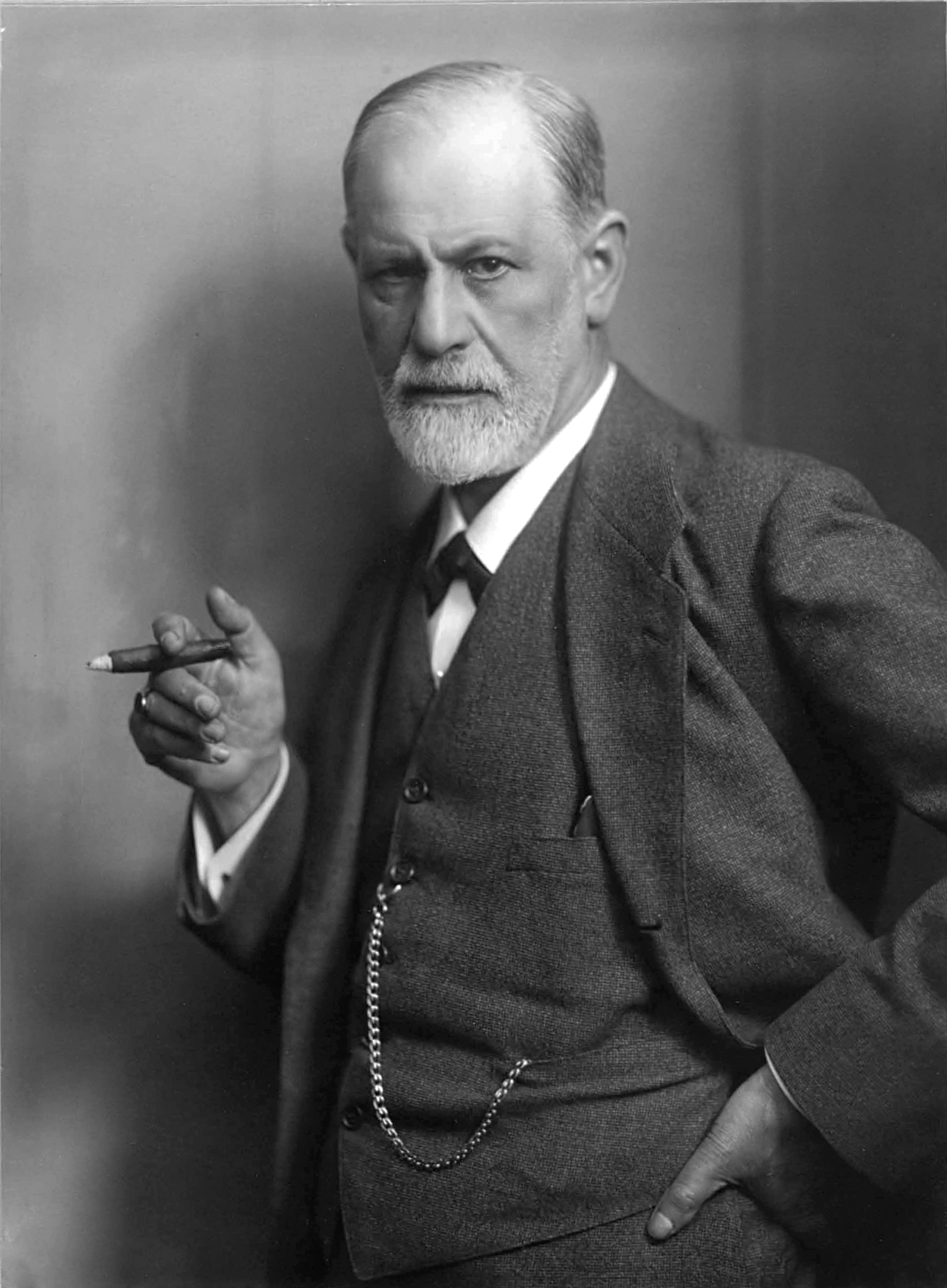
زیگموند فروید _ پدر روانکاوی

روان‌پزشک، پزشکی است که در زمینهٔ تشخیص و درمان بیماری‌های روانی تعلیم دیده است و در آن تجربه دارد. دوره تخصصی در ایران، چهار سال طول می‌کشد.
روان‌شناسی عبارت از رشته‌ای است که با مطالعهٔ رفتار و زندگی ذهنی سروکار دارد. رابطه روان‌شناسی و روان‌پزشکی مانند فیزیولوژی و پزشکی عمومی است؛ یعنی جزئی از کل.
روان‌شناسان دوره پزشکی را طی نمی‌کنند و پس از گذراندن چهار سال به دریافت درجه کارشناسی نائل می‌شوند و اگر به روان‌شناسی نابهنجار و بیماری‌ها علاقه‌مند باشند، می‌توانند با گذراندن دو سال پس از دوره کارشناسی، درجه کارشناسی ارشد را در روان‌شناسی بالینی دریافت نمایند. روان‌شناس بالینی در تشخیص، ارزیابی و درمان با تیم درمانی، به سرپرستی روان‌پزشک، همکاری می‌کند.

## طبقه‌بندی اختلالات روانی
در روان‌پزشکی، به علت مشخص نبودن علت بیش‌تر اختلالات، وجود علت مشترک برای چند اختلال یا برعکس وجود چند علت برای یک پدیده، طبقه‌بندی بیش‌تر بر اساس علائم است.
دو نظام مهم طبقه‌بندی روان‌پزشکی عبارت‌اند از راهنمای تشخیصی و آماری اختلالات روانی تألیف انجمن روان‌پزشکی آمریکا و طبقه‌بندی بین‌المللی بیماری‌ها که سازمان بهداشت جهانی آن را تدوین نموده است. ویرایش پنجم راهنمای تشخیصی و آماری اختلالات روانی دارای ۲۲ طبقه عمده است که بیش از ۱۵۰ اختلال را در بر می‌گیرد.
برخی از شایع‌ترین اختلالات روان‌پزشکی:
- اختلال افسردگی اساسی
- اختلال دوقطبی
- اختلال اضطراب فراگیر
- اختلال وسواسی-جبری
- اختلال خواب-بیداری
- انحراف جنسی
- اختلال عصب شناختی خفیف
- اختلال کم‌توجهی - بیش‌فعالی بزرگسالان
- اختلال پرخوری
- درخودماندگی
- مصرف‌کنندگان مواد مخدر برای اولین بار
- اعتیاد رفتاری
- اختلال استرسی پس از ضایعه روانی
- اختلالات شخصیت
- اختلالات طیف اسکیزوفرنی

## تاریخچه روانپزشکی در جهان
پیش از تاریخ :
در دوران پیش از تاریخ برای درمان بیماری‌ها روانی، جمجمه را سوراخ می‌کردند.
اولین تمدن‌ها در مصر و خاورمیانه:
علت بیماری‌های روانی را نیروهای جادویی می‌دانستند و درمان‌گران اصلی جادوگران بودند که از مناسک مذهبی و جادویی جهت کنترل این نیروها استفاده می‌کردند.
یونان و روم باستان:
توصیف مشکلات روانی با فلسفه درآمیخته بود.
بقراط اخلاط اربعه را مطرح کرد و افلاطون و ارسطو نیز نگاه فلسفی به این موضوع داشتند.
جالینوس بزرگترین پزشک رومی به وجود اخلاط به شکل طبیعی وغیرطبیعی و چهارحالت گرم، سرد، خشک و مرطوب و همچنین روح‌های طبیعی و حیوانی اعتقاد داشت. نه در یونان و نه در روم مسؤلیت اجتماعی در مقابل بیماران روانی وجود نداشت و به جز موارد معدود بیماران یا در خانه محبوس یا به زنجیر کشیده می‌شدند.
سده‌های میانه:
دراروپای غربی مسیحی علت اصلی بیماری را علل فراطبیعی می‌دانستند و اخترشناسی راهنمای اصلی علمی برای هدایت درمان‌گران بود.
در دوره اسلامی جامعه در مقابل حفاظت مشفقانه از افراد مجنون مسئول بود و بیمارستان‌هایی در بغداد (۷۵۰میلادی) و قاهره (۸۷۳ میلادی) تأسیس گردید که دارای بخش‌های روان‌پزشکی بودند. همچنین چند آسایشگاه ویژه بیماران روانی در دمشق (۸۰۰میلادی) و بعضی از شهرهای دیگر ازجمله شهرهای اسپانیایی تحت فرمان مسلمین برقرار گردید.
نظریه مسیحی در مورد جنون بین طرد کردن و تحمل کردن متغیر بود و تنها درقرن سیزدهم بود که بیمارستان‌هایی با بخش‌های روانی در فرانسه، آلمان و سوییس ایجاد گردید. نخستین آسایشگاه در اروپای مسیحی در شهر بالنسیای اسپانیا در سال ۱۴۰۹ تحت تأثیر فرهنگ اسلامی بنا گذاشته شد.
یکی از معروف‌ترین دانشمندان اسلامی ابوعلی سینا در کتاب قانون خود توضیح داد که بعضی از بیماری‌های جسمی ناشی از اختلالات هیجانی می‌باشد. کتاب وی به‌طور گسترده‌ای توسط درمان‌گران مسیحی و مسلمان مورد استفاده قرار گرفت.
رنسانس :
پاراسلسوس معروف‌ترین طبیب زمان خود بود. این پزشک آلمانی‌الاصل متولد سوییس نظرات مبهمی در مورد بیماری‌های روانی داشت ولی مهم‌ترین نکته در مورد وی توضیح بعضی داروهای ویژه برای بیماری‌های روانی و همچنین مطرح کردن روان‌درمانی برای بعضی بیماران روانی بود.
ویر طبیب آلمانی-هلندی که در سال ۱۵۶۳ کتابی به نام Description of Demons را منتشر کرد و در این کتاب جادوگرانی را که نسبت به اعمال خود مسئول نبوده و خود از نظر روانی بی‌ثبات بودند را مورد خطاب قرار داده و مطرح نمود که این افراد خود نیاز به طبیب دارند. برای سال‌ها این فرد نادیده گرفته شد ولی در سال‌های اخیر با ایجاد تئوری‌های سایکودینامیک و روان‌درمانی نقش ویر به عنوان پیشتاز این تفکرات مشخص‌تر گردید. پلاتر دو کتاب بزرگ منتشر کرد و همه بیماری‌های شناخته شده تا آن زمان را تقسیم‌بندی نمود.
قرن هفدهم:
سیدنهام بسیاری ازعلائم هیستری را شرح داد و فکر می‌کرد آن ناشی از ارواح حیوانی غیرطبیعی می‌باشد.
Paloo Zacchia اهل ایتالیا که تأکید بر ارزیابی وضعیت روانی توسط درمان‌گران و نه وکلا و قضات داشت. این دیدگاه شروع روان‌پزشکی قانونی بود.
بارتو در سال ۱۶۲۱ کتاب آناتومی مالیخولیا را نوشت.
قرن هجدهم:

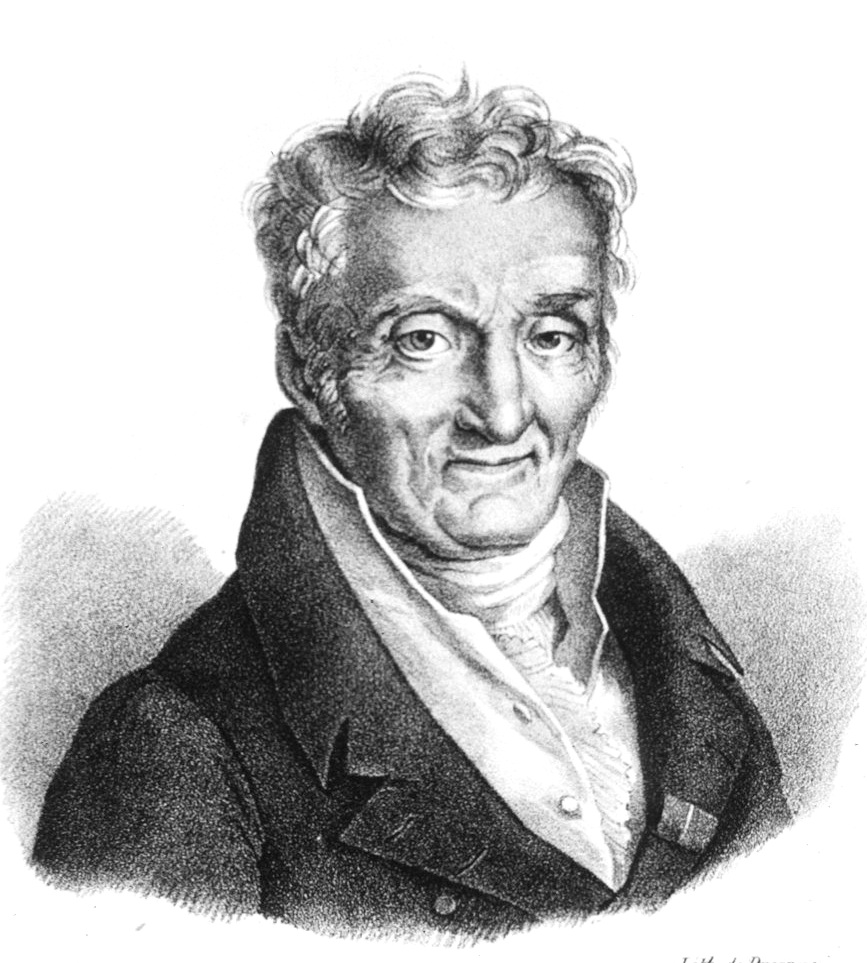
فیلیپ پینل. بسیاری او را پدر روانپزشکی می‌دانند.

دستاوردها و روشنگری‌ها دراین قرن بود که تئوری‌های جدید بیماری‌های روانی را جایگزین تفکرات قدیم بقراط و دیگرانی که فکر می‌کردند بیماری روانی ناشی از ارواح است نمود.
جالینوس برای اولین بار اصطلاح بیماری اعصاب یا Neurosis و Neurotic را شرح داد.
جالینوس بیان کرد که مغز شامل ارگان‌های جدا از هم می‌باشد که هرکدام فضای خاصی را اشغال کرده و شخصیت را شکل می‌دهند.
دراوائل این قرن مجانین را به عنوان بیماری‌های غیرقابل علاج زندانی و زنجیر کرده و کتک می‌زدند ولی کم‌کم‌کارهایی که بقیه پزشکان کردند زمینه‌ساز یک اتفاق مهم گردید.
پینل در سال ۱۷۹۷ زنجیرهایی را که به پاهای بیماران بیمارستانی در پاریس بسته شده بود را باز نمود. وی طبقه‌بندی جدیدی ازبیماران روانی را ارائه و بیان نمود علت بیماری‌های روانی ناشی از توارث و تأثیر محیط می‌باشد و همچنین با ارائه متد درمان اخلاقی توانست بعضی از علائم جنون را کاهش دهد.
قرن نوزدهم:
کارهای پینل با افرادی چون اسکیرول، فالره و بیلاژه ادامه پیدا کرد.
در انگلستان توک و در آمریکا بنجامین راش روان‌پزشکی جدید را بنیان نهادند. بنجامین راش پدر روان‌پزشکی آمریکا نام گرفته‌است.
اواخر قرن نوزدهم و اوائل قرن بیستم:
کرپلین - علائم توهم و هذیان را توضیح داد.
بلولر ابداع‌کننده اصطلاح اسکیزوفرنی بود.
ساکل ونیزی در سال ۱۹۳۵ شوک با انسولین را ابداع نمود.
بینی و کراتی در سال ۱۹۳۸ الکتروشوک را معرفی کردند.
زیگموند فروید ابداع‌کننده روان‌کاوی که ناخودآگاه وخودآگاه را مطرح کرد و معتقد بود بسیاری از مشکلات بعدی، ناشی از تعارضات زمان کودکی است.
- تئوری‌های روانکاوانه با دانشمندانی چون آدلر، یونگ، کارن هورنای و دیگران ادامه پیدا کرد.
به‌ویژه بعد ازجنگ جهانی دوم درمان‌هایی غیر از درمان‌های روان‌کاوی آنالیتیک مطرح گردید که در درمان بیماری‌های مختلف روان‌پزشکی تأثیر به‌سزایی داشت.
روان درمانی‌های جدید به ویژه روان‌درمانی‌های کوتاه‌مدت مطرح شد و در ادامه رفتاردرمانی و شناخت‌درمانی وارد کارزار گردید؛ و همزمان با این وقایع کشف داروهای مختلف که خود انقلاب دیگری در درمان بیماران بود به وقوع پیوست.
- معرفی لتیوم در سال ۱۹۴۹که البته در سال ۱۹۷۰ مورد تأیید FDA قرار گرفت.
- کشف داروی کلرپرومازین در سال ۱۹۵۲
- داروهای ضد افسردگی سه حلقه‌ای نظیر ایمیپرامین و همچنین مهارکننده‌های MAO در سال ۱۹۵۷
- معرفی کلردیازوپوکساید ودیازپام درسال‌های ۱۹۶۰ الی ۱۹۶۳
- معرفی فلوکستین (پروزاک) در سال ۱۹۸۷

## تاریخ روانپزشکی ایران
در ایران تاریخ روان‌پزشکی قدمتی همچون طب دارد. در قرون وسطی که بیماران روانی را در غرب به بهانهٔ جادوگری یا جن‌زدگی تنبیه یا شکنجه یا غل و زنجیر می‌کردند در ممالک اسلامی بخصوص ایران رفتاری انسانی با آنان در پیش می‌گرفتند و با گیاهان دارویی، عطریات، موسیقی و روش‌های مشابه مشاوره آنان را درمان کرده یا در آسایشگاه‌های خاصی نگهداری می‌کردند. رازی و ابن‌سینا در کتاب‌هایشان به اختلال‌های روانی همچون مالیخولیا، شیدائی (مانیا) و سرسام (دلیریوم) اشاراتی داشته‌اند. آنان برای بیماران خود روان‌درمانی کرده و اثر هیجان را بر دستگاه قلبی – عروقی شرح داده‌اند. روان‌پزشکی نوین ایران با تأسیس دانشگاه تهران در سال ۱۳۱۳ آغاز شد. در سال ۱۳۱۶ دپارتمان در دانشکده طب شروع به آموزش دانشجویان کرد. نخستین استادان روان‌پزشکی عمدتاً در فرانسه آموزش دیده بودند و در این بین نام دو استاد گرانقدر دکتر عبدالحسین میرسپاسی و دکتر حسین رضاعی که در واقع پیشگامان علم روان‌پزشکی نوین در ایران بودند می‌درخشد. پیش از تأسیس بیمارستان روزبه در سال ۱۳۲۵، بیماران روانی در تیمارستان‌هایی نگهداری می‌شدند که وضع مناسبی نداشتند. اما روان‌پزشکی نوین ایران با تأسیس بیمارستان روزبه وارد مرحله نوینی شد.
از سال‌ها قبل تا سال ۱۲۹۷ در بیمارستان دولتی (محلی کنونی مرکز پزشکی سینا) چند زیرزمین با درهای آهنی به بیماران روانی اختصاص داشت. در این سال در اثر حادثه‌ای این قسمت از بیمارستان دولتی جدا شد؛ و به شهربانی واگذار گردید. شهربانی نیز بیماران را به ساختمانی در باغ اکبر آباد انتقال داد و به این ترتیب بیمارستان تهران که مبدأ تاریخچه روان‌پزشکی نوین ایران است به وجود آمد. در ساختمان ۲ طبقه نامبرده چندین اتاق ۲×۱ متر که فقط سوراخ‌های کوچکی برای روشنایی و نیازهای ضروری در آن‌ها تعبیه شده بود وجود داشت که ۲۶ بیمار مرد و ۱۶ بیمار زن در آنجا نگهداری شده و توسط ۳ نفر پاسبان مراقبت می‌شدند. در سال ۱۲۹۹ تیمارستان به شهرداری واگذار شد و بودجه‌ای برای پرستار، لباس نظافت و غیره در نظر گرفته و غل و زنجیر به قفل‌های آهنی تبدیل شد. سردخانه در باغ شمالی ضمیمه تیمارستان شد؛ و تعداد بیماران به یکصدوپنجاه نفر رسید. از بدو تأسیس تیمارستان تا سال ۱۳۱۹ دکتر لقمان السلطان مسئول بنگاه تیمارستان بود. سال ۱۳۱۶ دکتر رضاعی و سال ۱۳۱۷ دکتر میرسپاسی پس از گرفتن تخصص روان‌پزشکی به ایران مراجعت و در سمت پزشک بیمارستان دولتی شروع به کار کردند و با سعی و کوشش آن‌ها بین سال‌های ۱۳۱۷ تا ۱۳۱۹ اوضاع بیماران بهتر شد؛ و کم‌کم بیمارستان وسعت یافت. تا سال ۱۳۳۸ تیمارستان تهران شامل دو قسمت بود که یکی از آن‌ها واقع در خیابان سینا به نگهداری بیماران حاد و خطرناک و دومی بخش مرکزی در خیابان سی‌متری به خدمات درمانی برای بیماران آرام‌تر می‌پرداختند. هر دو قسمت در سال ۱۳۳۸ به محل فعلی آن در امین‌آباد انتقال یافت. در پایان این سال تعداد بیماران روانی به هزاروپانصدوپنجاه نفر افزایش یافت. از سال ۱۳۳۹ تا ۱۳۴۰ این تیمارستان به پاس خدمات محمد زکریای رازی به نام وی نامیده شد و در سال ۱۳۴۷ به وزارت بهداری واگذار گردید. در سال ۱۳۱۹ رئیس فرانسوی دانشکده پزشکی ابرلین آموزش روان‌پزشکی را در تیمارستان تهران بنیان گذاشت. سال ۱۳۳۴ جمعیت حمایت از دیوانگان (که در سال ۱۳۳۵ به جمعیت بهداشت روانی تغییر نام یافت) بنای بیمارستان صد تخت خوابی را در باغ بیمارستان روزبه شروع کرده و آن را نیمه‌تمام به دانشکده پزشکی اهدا نمود. در مهر ماه ۱۳۳۸ آموزشگاه پرستاری و بهیاری روانی با همکاری وزارت بهداری و دانشکده پزشکی تأسیس شد و امور پرستاری بیمارستان را زیر نظر گرفت. در سال‌های ۱۳۰۰، ۱۳۰۲ و ۱۳۰۸ نیز به ترتیب بیمارستان‌های روانی مشهد، همدان و اصفهان و در سال‌های ۱۳۱۲ و ۱۳۲۷ بیمارستان‌های روان‌پزشکی تبریز و شیراز تأسیس شدند. بیمارستان خصوصی شامل بیمارستان روان‌پزشکی میمنت توسط دکتر عبدالحسین میرسپاسی(۱۳۱۷) بیمارستان روان‌پزشکی چهرازی توسط دکتر سید ابراهیم چهرازی(۱۳۱۸)آسایشگاه دکتر رضاعی توسط دکتر حسین رضاعی(۱۳۱۹) بیمارستان روان‌پزشکی آزادی توسط دکتر حسین فوده(۱۳۶۴) بیمارستان اعصاب مهرگان(۱۳۶۶) و بیمارستان روان‌پزشکی ایرانیان(۱۳۸۰) نیز به تدریج وارد فعالیت‌های درمانی شدند. در حال حاضر به غیر از بیمارستان چهرازی بقیه مراکز در حال فعالیت هستند و همچنین بسیاری بیمارستان‌های دولتی و خصوصی بخش روان‌پزشکی را به فعالیت خود افزوده‌اند.

## جُستارهای وابسته
- روان‌پزشکی عصبی
- روان‌شناسی
- عصب‌شناسی
- عصب‌شناسی رفتاری